# Dubai International Cricket Stadium
Das Dubai International Cricket Stadium (früher Dubai Sports City Cricket Stadium) ist ein Cricketstadion in Dubai, Vereinigte Arabische Emirate. Das Stadion wurde 2009 eröffnet und ist Teil des Dubai Sports City.

## Kapazität und Infrastruktur
Das Stadion hat 25.000 Sitzplätze. Mit Hilfe von temporären Sitzen kann die Kapazität auf 30.000 erhöht werden. Die Besonderheit des Stadions ist, dass keine herkömmlichen Flutlichtmasten existieren. Die Beleuchtungsanlage ist gleichmäßig in das runde Stadiondach integriert. Das aus 350 Lampen bestehende Lichtsystem wird als „Ring of Fire“ bezeichnet. Das neuartige Lichtsystem hat zur Folge, dass Objekte auf dem Feld weniger Schatten werfen. Die beiden Wicketenden heißen Emirates Road End und Dubai Sports City End.

## Internationales Cricket
Nach dem Angriff auf das Cricketteam Sri Lankas war das Pakistanische Cricket Board auf der Suche nach neutralen, sicheren Stadien. Man entschied sich für drei Stadien in den Vereinigten Arabischen Emiraten. Seit 2009 werden internationale Matches der pakistanischen Cricket-Nationalmannschaft hier ausgetragen. Während der Indian Premier League 2014 war das Stadion Austragungsort für sieben Vorrundenspiele. Das Stadion ist seit 2016 Austragungsort für die Pakistan Super League. In der Pakistan Super League 2016 wurden 15 der 25 Matches hier ausgetragen, in der Saison 2017 fanden hier 13 Matches statt.
Das Dubai International Cricket Stadium war einer der Austragungsorte der internationalen Turniere Asia Cup 2018, Men’s T20 World Cup 2021, Asia Cup 2022, Women’s T20 World Cup 2024 und Champions Trophy 2025.